# ウレイドグリコール酸デヒドロゲナーゼ
ウレイドグリコール酸デヒドロゲナーゼ（ureidoglycolate dehydrogenase）は、プリン代謝酵素の一つで、次の化学反応を触媒する酸化還元酵素である。
(S)-ウレイドグリコール酸 + NAD(P)+ {\displaystyle \rightleftharpoons } オキサルル酸 + NAD(P)H + H+
反応式の通り、この酵素の基質は(S)-ウレイドグリコール酸とNAD+（またはNADP+）、生成物はオキサルル酸とNADH（またはNADPH）とH+である。
組織名は(S)-ureidoglycolate:NAD(P)+ oxidoreductaseである。